# Jeff Lorber
Jeff Lorber, född 4 november 1952 i Philadelphia, Pennsylvania, är en amerikansk keyboardspelare, kompositör och musikproducent. Han ledde mellan 1977 och 1981 bandet Jeff Lorber Fusion och inledde 1982 en solokarriär.

## Diskografi
Med Jeff Lorber Fusion
- 1977 – The Jeff Lorber Fusion
- 1978 – Soft Space
- 1979 – Water Sign
- 1980 – Wizard Island
- 1981 – Galaxian

Solo
- 1982 – It's a Fact
- 1984 – In the Heat of the Night
- 1984 – Lift Off
- 1984 – Step by Step
- 1986 – Private Passion
- 1991 – Worth Waiting For
- 1994 – West Side Stories
- 1996 – State of Grace
- 1998 – Midnight
- 2001 – Kickin' It
- 2003 – Philly Style
- 2005 – Flipside
- 2007 – He Had a Hat
- 2008 – Heard That